# São João d’Aliança
| São João d'Aliança            | São João d'Aliança                  |
| ----------------------------- | ----------------------------------- |
|                               |                                     |
| Wappen                        | Flagge                              |
| Wappen von São João d'Aliança | Flagge von Monte São João d'Aliança |
| Karten                        |                                     |
|                               |                                     |
| Basisdaten                    |                                     |
| Staat:                        | Brasilien (BRA)                     |
| Verwaltungsgliederung:        | Mittelwesten                        |
| Bundesstaat:                  | Goiás (GO)                          |
| Mesoregion:                   | Nord-Goiás                          |
| Mikroregion:                  | Chapada dos Veadeiros               |
| Distanz zu Goiânia:           | 357 km                              |
| Geografische Lage:            | 14° 43′ S, 47° 31′ W                |
| Zeitzone:                     | UTC−3 Sommer: UTC−2                 |
| Höhe:                         | 986 m ü. NN                         |
| Fläche:                       | 3.327,3 km²                         |
| Einwohner:                    | 10.254                              |
| Bevölkerungsdichte:           | 3,1 Einwohner / km²                 |
| Telefonvorwahl:               | +5562                               |
| Postleitzahl (CEP):           | 73760-000                           |
| Adresse der Stadtverwaltung:  |                                     |
| Offizielle Website:           |                                     |
| E-Mail-Adresse:               |                                     |
| Jahrestag:                    | 13. November                        |
| Gemeindegründung:             | 1953                                |
| Politik                       |                                     |
| Bürgermeister:                |                                     |
| Vize-Bürgermeister:           |                                     |

São João d’Aliança ist eine brasilianische politische Gemeinde im Bundesstaat Goiás in der Mesoregion Nord-Goiás und in der Mikroregion Chapada dos Veadeiros. Sie liegt nördlich der brasilianischen Hauptstadt Brasília und nordöstlich von Goiânia, der Hauptstadt des Bundesstaates.
Zu São João d'Aliança gehören die Ortschaften (port.: distritos): Bandeira, Caixa, Bela Vista, Forte, São Mateus, Tapera, Teles, Vãozinho und Vereda Banguê.

## Geographische Lage
São João d'Aliança grenzt
- im Norden an Alto Paraíso de Goiás
- im Nordosten an Nova Roma
- im Osten an Flores de Goiás
- im Südosten an Formosa
- im Südwesten an Áqua Fria de Goiás
- im Westen an Niquelândia

### Hydrographische Lage
Hydrographisch entwässert São João d'Aliança in das Rio Tocantins - Araguaia Becken nach Norden. Im Westteil der Gemeinde bildet der Rio Tocantinzinho die Nordgrenze und mit seinem linken Zufluss Rib. Cachoeirinha auch die Westgrenze. Der östliche Teil der Nordgrenze folgt dem Rio Macacão, der als linker Zufluss in den Rio Paranã mündet, welcher die südöstliche Grenze zu Formosa bildet.

## Klima und Vegetation
Das Klima ist typisch tropisch halbfeucht mit hohen Temperaturen im Sommer gegen die 30 °C mit einer Luftfeuchte um 60–70 % und starken Niederschlägen. Im Winter herrschen Trockenheit und Dürre mit einer Dauer von vier bis fünf Monaten. Die Vegetation ist charakterisiert durch das Cerrado-Ökosystem.

## Wirtschaft
| São João d'Aliança BIP Daten (2007) |         |
| Landwirtschaft:                     | 31.2837 |
| Industrie:                          | 7.472   |
| Dienstleistung:                     | 27.372  |
| Subtotal:                           | 66.127  |
| Steuern:                            | 3.040   |
| PIB total:                          | 69.167  |
| Rang in Goiás:                      | 103     |
| Bevölkerung:                        | 8.177   |
| PIB pro Kopf (R$):                  | 8.459   |
| Rang in Goiás:                      | 105     |

Nebenstehende Tabelle zeigt das Bruttoinlandsprodukt (BIP) in jeweiligen Preisen für die drei Wirtschaftssektoren, PIB total und Rang von São João d'Aliança, Bevölkerung und BIP pro Kopf für 2007 (in Tausend R$).